# Polyscias thailandica
Polyscias thailandica är en araliaväxtart som beskrevs av Porter Prescott Lowry och G.M.Plunkett. Polyscias thailandica ingår i släktet Polyscias och familjen araliaväxter. Inga underarter finns listade.